# Christian Lange (Theologe, 1972)
Christian Lange (* 13. April 1972 in Bamberg) ist ein deutscher Kirchenhistoriker, Patristiker und Religionswissenschaftler. Seit April 2022 ist er Stellvertretender Direktor des Bayerischen Forschungszentrums für Interreligiöse Diskurse an der Friedrich-Alexander-Universität Erlangen-Nürnberg. Daneben ist er Kommunalpolitiker (CSU). Lange war von 2014 bis 2020 zweiter Bürgermeister seiner Heimatstadt Bamberg.

## Lebenslauf

### Wissenschaftlicher Werdegang
Christian Lange wuchs in Bamberg auf. Nach dem Abitur am Franz-Ludwig-Gymnasium studierte er Katholische Theologie, Latinistik, Alte Geschichte und Sprachen und Kulturen des christlichen Orients an den Universitäten Bamberg, Tübingen, Oxford und Salzburg. 2001 wurde Christian Lange am Wolfson College Oxford zum Doctor of Philosophy promoviert. Von 2002 bis 2008 arbeitete er als Wissenschaftlicher Mitarbeiter an der Otto-Friedrich-Universität Bamberg und zwar in der Funktion eines Geschäftsführer der Arbeitsstelle für die Kunde des Christlichen Orients und der ostkirchlichen Ökumene an der Universität Bamberg. In den Jahren 2008 bis 2014 wirkte Lange als Akademischer Rat und Oberrat für die Fachwissenschaft Katholische Theologie im Department Fachdidaktiken an der Friedrich-Alexander-Universität Erlangen-Nürnberg. 2011 habilitierte er sich an der Universität Salzburg für Kirchengeschichte und Patrologie unter der Betreuung von Dietmar W. Winkler für das wissenschaftliche Fach „Kirchengeschichte und Patrologie“. Nachdem Christian Lange beurlaubt war, um von 2014 bis 2020 als Referent für Bildung, Kultur und Sport der Stadt Bamberg tätig zu sein, kehrte er mit Wirkung vom 1. Mai 2020 in den wissenschaftlichen Dienst der Friedrich-Alexander-Universität Erlangen-Nürnberg zurück. Dort war er von 2020 bis 2022 am Bayerischen Zentrum für Interreligiöse Diskurse in Erlangen tätig, das von Georges Nicolas Tamer geleitet wird. Lange war für den Bereich Geschichte, Kultur und Theologie des syrischsprachigen Christentums sowie für Erwachsenenbildung tätig. Dort erforschte er die religiösen Verbindungslinien zwischen Judentum, Christentum und Islam in der formativen Phase der Spätantike sowie der patristischen Literatur und Theologie, die er mit einem religionswissenschaftlichen Ansatz untersucht. 2022–2024 war er Vertreter des Lehrstuhls für Alte Kirchengeschichte, Patrologie und Christliche Archäologie an der Katholisch-Theologischen Fakultät der Julius-Maximilians-Universität Würzburg, seit April 2024 ist er Stellvertretender Direktor des Bayerischen Forschungszentrums für Interreligiöse Diskurse an der Friedrich-Alexander-Universität Erlangen-Nürnberg.
Forschungsschwerpunkte und Interessensgebiete sind Patristik, Alte Kirchengeschichte und das Christentum des Orients, insbesondere das syrischsprachige Christentum. Einen weiteren Schwerpunkt bilden die frühen Synoden und Konzilien und deren Christologie.

### Politische Laufbahn
Neben seiner wissenschaftlichen Tätigkeit ist Christian Lange kommunalpolitisch tätig. Dem Bamberger Stadtrat gehört Lange seit Mai 2002 an. Er war in dieser Zeit unter anderem Stellvertretender Vorsitzender der CSU-Stadtratsfraktion und Sprecher seiner Fraktion im Senat für Bildung, Kultur und Sport. Am 7. Mai 2014 wählte ihn der Bamberger Stadtrat als Nachfolger von Werner Hipelius (CSU) zum Zweiten Bürgermeister. In diesem Amt war Lange bis 6. Mai 2020 Bildungs-, Kultur- und Sportreferent der Stadt Bamberg. Sein Nachfolger wurde Jonas Glüsenkamp (Grünes Bamberg).

## Mitgliedschaften
Ehrenamtlich engagiert sich Lange unter anderem im Bürgerverein Bamberg-Ost, dem Verein der Freunde der Museen um den Bamberger Dom, dem Stadtverband für Sport und dem Kreisausschuss des Bayerischen Beamtenbundes. Darüber hinaus unterstützt er verschiedene Fördervereine, beispielsweise den des Zelts der Religionen in Bamberg oder der Freiwilligen Feuerwehr Bamberg. Er ist Mitglied der katholischen Studentenverbindung WKStV Unitas Henricia Bamberg.

## Privates
Lange ist römisch-katholisch, Familienvater und verheiratet.

## Auszeichnungen
- 2013: Habilitationspreis der Gesellschaft zum Studium des Christlichen Ostens für seine Habilitationsschrift „Mia Energeia“ (Tübingen 2012).[9]

## Werke
Monographien
- Christian Lange: Mia Energeia. Untersuchungen zur Einigungspolitik des Kaisers Heraclius und des Patriarchen Sergius von Constantinopel (= Studien und Texte zu Antike und Christentum. Nr. 66). Mohr Siebeck, Tübingen 2012, ISBN 978-3-16-150967-4.
- Christian Lange: Eine kleine Geschichte des Christentums. Ausbreitung und Entwicklung im ersten Jahrtausend. Lambert Schneider, Darmstadt 2012, ISBN 978-3-650-24261-7.
- Christian Lange: Einführung in die allgemeinen Konzilien. WBG (Wissenschaftliche Buchgesellschaft), Darmstadt 2012, ISBN 978-3-534-25059-2.
- Christian Lange: The portrayal of Christ in the Syriac commentary on the Diatessaron (= Corpus scriptorum Christianorum orientalium. Band 616). Peeters, Louvain 2005, ISBN 90-429-1569-2 (englisch, Zugl.: Oxford, Univ., Diss., 2001).

Aufsätze (in Auswahl)
- Christian Lange: „Monophysiten“ und „Nestorianer“. Überlegungen zu zwei Bezeichnungen aus der christlichen Theologie- und Kirchengeschichte. In: Millennium. Band 20, 2023, S. 193–253 (degruyter.com [PDF; abgerufen am 16. Januar 2024]).
- Christian Lange: Weihnachten hat eine Bedeutung über das Christentum hinaus – Einige Anmerkungen zur interreligiös-diskursiven Kontextualisierung des ersten christlich-muslimischen Weihnachtsliedes aus dem Jahr 2018. In: Michael Winklmann (Hrsg.): Last Christmas. Weihnachten in der Popmusik. Herder, Freiburg i. Br. / Basel / Wien 2023, ISBN 978-3-451-39617-5, S. 113–123.
- Christian Lange: Anmerkungen zur Rezeption der biblischen Figur des Ijob in der frühen syrischen Literatur im Vergleich zur jüdischen und qur’ānischen Ijobrezeption. In: Ostkirchliche Studien. Band 71, 2022, ISSN 0030-6487, S. 3–90.
- Christian Lange: Miaenergetismus und Henotheletismus – Ein Plädoyer für ein neues Begriffspaar für die Theologiegeschichte. In: Peter Knauer, Andrea Riedl, Dietmar W. Winkler (Hrsg.): Patrologie und Ökumene. Theresia Hainthaler zum 75. Geburtstag. Herder, Freiburg i. Br. / Basel / Wien 2022, ISBN 978-3-451-39356-3, S. 349–359.
- Christian Lange: Interreligiöse Prozesse in der Alten Kirchengeschichte. In: Erlanger Jahrbuch für Interreligiöse Diskurse. Band 2. Ergon, Baden-Baden 2022, ISBN 978-3-95650-998-8, S. 57–104, doi:10.5771/9783956509988.
- Christian Lange: Der Prophet Jona in den heiligen Schriften und exegetischen Traditionen des Judentums, Christentums und Islams als Beispiel der interreligiösen Diskurse. In: Erlanger Jahrbuch für Interreligiöse Diskurse. Band 1. Ergon, Baden-Baden 2021, ISBN 978-3-95650-823-3, S. 193–224.
- Christian Lange: Art. Monophysitism. In: The Encyclopedia of the Bible and its Reception. Band 19. Walter de Gruyter, Berlin / Boston 2021, ISBN 978-3-11-031336-9, Sp. 856–858 (englisch).
- Christian Lange: „Es verstummten die Posaunen der Propheten und es erdröhnten die Hörner der Apostel“ – Anmerkungen zum Kirchenverständnis bei Ephraem dem Syrer. In: Ostkirchliche Studien. Band 69, 2020, ISSN 0030-6487, S. 3–58.
- Christian Lange: Anmerkungen zum Geschichtsverständnis bei Ephraem dem Syrer. In: Elmar Koziel, Matthias Scherbaum (Hrsg.): Der Wahrheitsanspruch der Theologie in Geschichte und Gegenwart. Systematisches, Historisches und Vermischtes. Festschrift Wolfgang Klausnitzer. Heiligenkreuz 2020, S. 211–235.
- Christian Lange: „Da sangen die die Liturgie in der Kirche des Hl. Petrus in slavischer Sprache“ – Die „Slavenapostel“ Kyrill und Method, der Apostolische Stuhl und der Drei-Sprachen-Streit. In: Ostkirchliche Studien. Band 62, 2013, ISSN 0030-6487, S. 91–114.
- Christian Lange: Miaenergetism – A New Term for the History of Dogma? In: Studia Patristica. Band 43, 2013, ISSN 0585-542X, S. 327–333 (englisch).
- Christian Lange: „Eutyches aber wollte nicht einsehen“ – Anmerkungen zur Argumentation des Timotheos Ailuros gegen Eutyches und die ‚Eutychianer‘. In: Dorothea Weltecke (Hrsg.): Geschichte, Theologie, Liturgie und Gegenwartslage der syrischen Kirchen. Beiträge zum sechsten deutschen Syrologen-Symposium in Konstanz, Juli 2009 (= Göttinger Orientforschungen, I. Reihe: Syriaca). Harrassowitz, Wiesbaden 2012, ISBN 978-3-447-06732-4, S. 65–81.
- Christian Lange: „Wir verehren vielmehr die eine göttliche Natur, die in den drei qnome erkannt wird“ – Ein Vorschlag zur theologiegeschichtlichen Einordnung der Homélie anonyme sur l’effusion du Saint Esprit. In: Rainer Voigt (Hrsg.): Akten des 5. Symposiums zur Sprache, Geschichte, Theologie und Gegenwartslage der Syrischen Kirchen / (V. Deutsche Syrologentagung), Berlin 14.–15. Juli 2006. Shaker, Aachen 2010, ISBN 978-3-8322-9255-3, S. 155–168.
- Christian Lange: Zum Pilatusbild in der syrischen Literatur. In: Wilhelm Rees (Hrsg.): Im Dienst von Kirche und Wissenschaft. Festschrift für Alfred E. Hierold zur Vollendung des 65. Lebensjahres. Duncker & Humblot, Berlin 2007, ISBN 978-3-428-12478-7, S. 31–60.
- Christian Lange: Ephrem, his School and the Jawnaja. Some Remarks on the Early Syriac Versions of the New Testament. In: Bas ter Haar Romeny (Hrsg.): The Peshitta: Its Use in Literature and Liturgy (= Monographs of the Peshitta Institute. Band 15). Brill, Leiden / Boston 2006, ISBN 978-90-04-15658-6, S. 359–375 (englisch).

Elektronische Veröffentlichungen
- Interreligiöser Kalender des Bayerischen Forschungszentrums für Interreligiöse Diskurse (in Auswahl):
  - Christian Lange: Beschneidung des Herrn (1. Januar). (PDF) In: Interreligiöser Kalender. Bayerisches Forschungszentrum für Interreligiöse Diskurse, 2021, abgerufen am 29. November 2021.
  - Christian Lange: Taufe des Herrn (6. Januar). (PDF) In: Interreligiöser Kalender. Bayerisches Forschungszentrum für Interreligiöse Diskurse, 2021, abgerufen am 29. November 2021.
  - Christian Lange: Darstellung des Herrn im Tempel (2. Februar). (PDF) In: Interreligiöser Kalender. Bayerisches Forschungszentrum für Interreligiöse Diskurse, 2021, abgerufen am 29. November 2021.
  - Christian Lange: Verkündigung des Herrn (25. März). (PDF) In: Interreligiöser Kalender. Bayerisches Forschungszentrum für Interreligiöse Diskurse, 2021, abgerufen am 29. November 2021.
- Christian Lange: Schisma, morgenländisches. In: WiReLex – Das Wissenschaftlich-Religionspädagogische Lexikon im Internet. 7. Februar 2022, abgerufen am 6. Dezember 2022.
- Christian Lange: Konzil von Nicaea/Nicaenum, kirchengeschichtsdidaktisch. In: WiReLex – Das Wissenschaftlich-Religionspädagogische Lexikon im Internet. März 2024, abgerufen am 30. April 2024.
- Christian Lange: Der Apostel Thomas – mehr als nur der "Ungläubige"! Ein einzigartig "gesamt-katholischer" Heiliger. In: katholisch.de. 3. Juli 2022, abgerufen am 20. Juli 2022.
- Christian Lange: Die geheimnisvolle Vielfalt des Christentums. Viel mehr als nur "katholisch" und "evangelisch". In: katholisch.de. 6. Juni 2022, abgerufen am 20. Juli 2022.

Herausgeberschaften
- Christian Lange, Clemens Leonhard, Ralph Ollbrich (Hrsg.): Die Taufe: Einführung in Geschichte und Praxis. WBG (Wissenschaftliche Buchgesellschaft), Darmstadt 2008, ISBN 978-3-534-20782-4.
- Christian Lange, Karl Pinggéra: Die altorientalischen Kirchen: Glaube und Geschichte. 2., durchgesehene Auflage. WBG (Wissenschaftliche Buchgesellschaft), Darmstadt 2011, ISBN 978-3-534-72525-0.
- Ephraem der Syrer: Kommentar zum Diatessaron: [deutsch]. Übersetzt und eingeleitet von Christian Lange (= Fontes Christiani. Band 54). Brepols, Turnhout 2008 (altsyrisch: Commentarius in evangelium concordans (dt.).).
- Christian Lange: Missionierung und Christianisierung im Regnitz- und Obermaingebiet. Hrsg.: Rolf Bergmann, Günter Dippold, Jochen Haberstroh, Christian Lange, Wolfgang Weiß (= Schriftenreihe des Historischen Vereins Bamberg für die Pflege der Geschichte des Ehemaligen Fürstbistums. Band 41). 2., verbesserte Auflage. Historischer Verein Bamberg für die Pflege der Geschichte des Ehemaligen Fürstbistums, Bamberg 2008, ISBN 978-3-87735-193-2.